# Platja de la Degollada
La platja de la Degollada és una diminuta platja en una zona urbanitzada del municipi del Port de la Selva (Alt Empordà), situada al fons d'una estreta i llarga cala homònima, entre la Punta de la Creu i la Punta del Bol Nou, a ponent de la Cala Tamariua. Orientada al nord-oest, té una longitud de 8 m i una amplada de 4 m, formada per graves i còdols. A la platja sempre hi ha bona mar, perquè està arrecerada per l'estretor i llargada de la cala.
El nom de Degollada ve de la seva pròpia morfologia, que ja és un entrant de mar estret i oprimit.